# Somogysámson
Somogysámson je obec v Maďarsku v župě Somogy.
Její rozloha činí 21,77 km² a v roce 2009 zde žilo 776 obyvatel.